# Currie Cup 1950
La Currie Cup de 1950 fue la vigésimo tercera edición del principal torneo de rugby provincial de Sudáfrica.
El campeón fue el equipo de Transvaal quienes obtuvieron su tercer campeonato.

## Clasificación

### Sección Norte
| Pos. | Equipo                  | Encuentros | Encuentros | Encuentros | Encuentros | Tantos | Tantos | Tantos | Puntos |
| Pos. | Equipo                  | PJ         | PG         | PE         | PP         | F      | C      | Dif    | Puntos |
| ---- | ----------------------- | ---------- | ---------- | ---------- | ---------- | ------ | ------ | ------ | ------ |
| 1.º  | Western Province        | 7          | 5          | 0          | 2          | 104    | 78     | +26    | 10     |
| 2.º  | Border                  | 7          | 4          | 0          | 3          | 54     | 40     | +14    | 8      |
| 3.º  | Boland                  | 7          | 3          | 2          | 2          | 47     | 45     | +2     | 8      |
| 4.º  | Rhodesia                | 7          | 3          | 0          | 4          | 66     | 77     | -11    | 6      |
| 5.º  | Eastern Province        | 7          | 3          | 0          | 3          | 79     | 59     | +20    | 6      |
| 6.º  | South Western Districts | 7          | 0          | 0          | 7          | 25     | 128    | -103   | 0      |
| 7.º  | North Eastern Districts | 7          | 0          | 0          | 7          | 22     | 179    | -157   | 0      |

### Sección Sur
| Pos. | Equipo             | Encuentros | Encuentros | Encuentros | Encuentros | Tantos | Tantos | Tantos | Puntos |
| Pos. | Equipo             | PJ         | PG         | PE         | PP         | F      | C      | Dif    | Puntos |
| ---- | ------------------ | ---------- | ---------- | ---------- | ---------- | ------ | ------ | ------ | ------ |
| 1.º  | Transvaal          | 7          | 7          | 0          | 0          | 139    | 43     | +96    | 14     |
| 2.º  | Northern Transvaal | 7          | 7          | 0          | 0          | 165    | 28     | +137   | 14     |
| 3.º  | Eastern Transvaal  | 7          | 4          | 1          | 2          | 101    | 53     | +48    | 9      |
| 4.º  | Griqualand West    | 7          | 4          | 1          | 2          | 68     | 59     | +9     | 9      |
| 5.º  | Orange Free State  | 7          | 3          | 0          | 4          | 63     | 69     | -6     | 6      |
| 6.º  | Natal              | 7          | 3          | 0          | 4          | 47     | 56     | -9     | 6      |
| 7.º  | Western Transvaal  | 7          | 3          | 0          | 4          | 55     | 73     | -18    | 6      |

### Final
| 1950 | Transvaal | 22 - 11 | Western Province | Johannesburgo, |  |

## Campeón
| Bandera de Sudáfrica |
| Campeón Transvaal    |
| Tercer título        |